# De mí enamórate
«De mí enamórate» es el título de una balada romántica escrita por el cantautor mexicano Juan Gabriel y producida por Gian Pietro Felisatti y coproducida por Miguel Blasco e interpretada por la cantautora y actriz mexicana Daniela Romo. Fue lanzada como el sencillo principal de su cuarto álbum de estudio oficial Mujer de todos, mujer de nadie (1986). 
«De mí enamórate» fue utilizada como el tema principal de la telenovela mexicana de la cadena Televisa, El camino secreto (1986-1987), bajo la producción de Emilio Larrosa. Este sencillo se convirtió en el primero en pasar catorce semanas consecutivas en el número uno de la lista Billboard Hot Latin Tracks. La canción fue certificada platino en México y se vendieron más de dos millones y medio de copias en Latinoamérica. «De mí enamórate» es reconocida como la canción insignia de Daniela Romo.[cita requerida]
En 2008, fue incluida en las «100 mejores canciones de los 80 en español» de VH1 Latinoamérica, ubicandosé en el puesto 74. En 2024, Billboard en español también la incluyó como una de las «100 mejores canciones de telenovelas» en el puesto 81.

## Rendimiento en listas
La canción debutó en la lista de Billboard Hot Latin Tracks en el número 39 el 25 de octubre de 1986 y subió al Top 10 tres semanas después. Alcanzó el número uno el 20 de diciembre de 1986, reemplazando a «¿Y quién puede ser?» del cantante mexicano José José y siendo reemplazada catorce semanas después por «Es mi mujer» de Emmanuel.
Solo cuatro cantantes femeninas han logrado el mismo número de semanas (o más) en el número uno en la historia de Hot Latin Tracks: Ana Gabriel (14 semanas con «Ay amor» en 1988), Yuri (16 semanas con «Qué te pasa» en 1988) y Shakira (25 semanas con «La tortura» en 2005). «De mí enamórate» se ubicó en el 10° lugar en la lista del 25° aniversario del Hot Latin Songs.
| Lista (1986-1987)               | Máxima posición |
| ------------------------------- | --------------- |
| U.S. Billboard Hot Latin Tracks | 1               |

### Sucesión en las listas
| Predecesor: «¿Y quién puede ser?» de José José | U.S. Billboard Hot Latin Tracks — Sencillo N°. 1 20 de diciembre de 1986 - 27 de marzo de 1987 | Sucesor: «Es mi mujer» de Emmanuel |

## Créditos y producción
Esta información fue obtenida de los créditos del álbum Mujer de todos, mujer de nadie.
- Gian Pietro Felisatti - productor, arreglista.
- Jesús Glück - arreglista.
- Loris Ceroni - arreglista.
- Miguel Blasco - productor ejecutivo.

© MCMLXXXVI. EMI Capitol de México, S.A. de C.V.

## Otras versiones
«De mí enamórate» ha sido grabada por varios intérpretes, incluyendo a Tito Nieves, quién la lanzó como sencillo de su álbum Déjame vivir en 1991, alcanzando en número 19 en la lista Billboard Hot Latin Tracks. El escritor de la canción, Juan Gabriel, también grabó su propia versión, así como Myriam, Chon Arauza, Patricia Manterola, Sol Morena, Sergio George y Manoella Torres. En 2008, en el álbum tributo a Juan Gabriel, Amo al Divo de Júarez, Delux grabó una versión de rock de la canción. Así también, en 2014, Moderatto lanzó una versión de rock de la canción, incluida en su álbum de covers Malditos pecadores. Desde 2009, forma parte del exitoso musical mexicano Mentiras: el musical, que rinde tributo a los hits en español del los años 1980 en México.